# شبانه (بازیگر)
شبانه (انگلیسی: Shabana؛ زادهٔ ۱۵ ژوئن ۱۹۵۲) با نام اصلی افروزه سلطانه راتنا هنرپیشه اهل بنگلادش است. وی بین سال‌های ۱۹۶۲ تا ۱۹۹۸ میلادی فعالیت می‌کرد.
وی همچنین برندهٔ جوایزی همچون جایزه ملی فیلم (بنگلادش) شده‌است.